# SWAT (serie)
SWAT (acronimo di Special Weapons And Tactics) è una serie di videogiochi prodotta dalla Sierra Entertainment e successore della serie Police Quest. I primi due episodi della serie sono considerati facenti parte di entrambe le serie dato che portano il titolo di entrambe le serie. I videogiochi sono degli sparatutto tattici nel quale il giocatore deve impersonare il capitano di una squadra SWAT, dove, come nella realtà, deve assicurarsi di eseguire la missione senza coinvolgere troppo i civili e l'incolumità dei compagni.

## Videogiochi
- Daryl F. Gates' Police Quest: SWAT
- Police Quest: SWAT 2
- SWAT 3: Close Quarters Battle
- SWAT: Global Strike Team
- SWAT 4
  - SWAT 4: The Stetchkov Syndicate
- SWAT Force
- SWAT: Target Liberty
- SWAT Elite Troops